# کیم چانگ وان
کیم چانگ وان (کره‌ای: 김창완؛ زادهٔ ۲۲ فوریهٔ ۱۹۵۴) خواننده، آهنگساز، موسیقی‌دان، بازیگر، مجری، دی‌جی رادیو و نویسنده اهل کره جنوبی است. وی از سال ۱۹۷۷ میلادی تاکنون مشغول فعالیت بوده‌است.